# Пауэр (округ)
Па́уэр (англ. Power) — округ в штате Айдахо. Административным центром является город Американ-Фолс.

## История
Округ Пауэр был образован 30 января 1913 года. Округ получил название по электростанции Американ-Фолс (англ. power — «энергия»).

## Население
По состоянию на июль 2008 года население округа составляло 7 683 человек. С 2003 года население увеличилось на 325 человек, то есть на 4,42 %. Ниже приводится динамика численности населения округа.

## География
Округ Пауэр располагается в восточной части штата Айдахо. Площадь округа составляет 3,736 км², из которых 96 км² (2,57 %) занято водой.
|       |        | Блейн, Бингем |
| Блейн | север  | Баннок        |
| Блейн | Пауэр  | Баннок        |
| Блейн | юг     | Баннок        |
| Каша  | Онайда |               |

### Дороги
- — I-86
- — US 30
- — ID-37
- — ID-39

### Города округа
- Американ-Фолс
- Арбон-Валли
- Покателло (частично)
- Рокленд

### Достопримечательности и охраняемые природные зоны
- Национальный лесной заказник Карибу (частично)
- Национальное угодье Кёрлью (частично)
- Национальный лесной заказник Соутут (частично)
- Национальный заповедник Минидока (частично)
- Национальный парк Лунные кратеры (частично)